# Iffjú család
Az 1570-es esztergomi szandzsák oszmán defterében Nagykéren Pap Albert és fia Orbán, Pap Gergely és fiai István és Gergely szerepeltek.
Nagykéri Iffjú másképp Pap család 1582. február 19-én Pozsonyban kapott Rudolf királytól címeres nemeslevelet. Az armálisszerző Iffjú aliter Pap Gergelyen kívül felesége Anna, leánya Erzsébet és testvérei Pap Jánosnak és Balázs szerepel az okiratban. Nyitra megye 1582. május 23-án, illetve a nemesített Balázs fia Balázs kérésére 1616. október 12-én, végül 1642-ben a Verebélyi Szék előtt Dicskén hirdetik ki. Iffjú családbeliek Néveren is éltek. 1664-ben Tardoskedden Pap Gergely szerepelt a török defterben.1669-ben Nagykéren Pap Istvánt írták össze igazolt nemesként.
1711-ben Pap Gáspárt írták össze Nagykéren. 1723-ban a nyitrai káptalan igazolja a Szabolcs megyei Nagykállóban lakó Vályi Pap János kállói hadnagy, szabolcsi főszolgabíró a nemességszerzőtől való származását. Ez alapján 1725. május 24-én Kemecsén Szabolcs vármegye igazolja a nemességét.

## Neves családtagok
- Iffjú László verebélyi szék szolgabírója a 17. század végén

## Címer
Kékben sziklacsúcson könyöklő vörös ruhás kar görbe kardot tart, felette jobbról fogyó ezüst hold, balról hatágú arany csillag. A sisakdíszben cölöpösen kinövő vörös ruhás, nyíllal átütött kar görbe kardot tart. Takarók: kék-arany, vörös-ezüst.